# Веслање на Летњим олимпијским играма 1904.
Веслање на Летњим олимпијским играма у Сент Луису 1904. године је било друго такмичење у овом спорту на Летњим олимпијским играма. Такмичење је одржано 30. јула 1904. на језеру у близини реке Мисури, око 18 км северозападно од места Светске изложбе и 26 км северозападно од центра града. 
Такмичења су најављивана као америчко првенство, али се ипак сматрају олимпијским, јер су поред Американаца могли учествовати и други. Ту могућност искористила је само Канада са својим осмерцем.
Такмичење је укључивало 5 дисциплина, само у мушкој конкуренцији. Регатна стаза на језеру била је дуга 1,5 миљу (2.414 м). Четверац и осмерац су возили целу дужину стазе, а остали половину.
Укупно су учествовала 44 такмичара из 2 земље.  
Куриозитет овог такмичења да само један од 44 веслача није освојио медаљу. То је био представник САД Дејвид Дафилд. Он се такмичио у скифу, која је била једина дисциплина са четири такмичара, тако да је један морао остати без медаље. У свим другим тркама била су само по три чамца и сви су освојили медаље.

## Земље учеснице
- Канада (9)
- САД (35)

## Освајачи медаља
| Дисциплина                    | Злато | Злато   | Сребро | Сребро    | Бронза                                            | Бронза    |
| Скиф детаљи                   | Франк Грир САД | 10:08,5 | Џејмс Џувенал САД | непознато | Констанс Титус САД                                | непознато |
| Дубл скул детаљи              | САД Џон Малкејхи Вилијам Варли                                                                                      | 10:03,2 | САД Џејми Маклохлин Џон Хобен                                                                                               | непознато | САД Џозеф Раванак Џон Велс                        | непознато |
| Двојац без кормилара детаљи   | САД Роберт Фарнан Џозеф Рајан                                                                                       | 10:57,0 | САД Џон Малкејхи Вилијам Варли                                                                                              | непознато | САД Џон Јоаким Џозеф Бургер                       | непознато |
| Четверац без кормилара детаљи | САД Артур Стокхоф Огаст Еркер Џорџ Диц Алберт Насе                                                                  | 9:05,8  | САД Фредерик Суриг Мартин Форманак Чарлс Аман Мајкл Бегли                                                                   | непознато | САД Густав Ворг Џон Фајтаг Луис Хелм Франк Думерт | непознато |
| Осмерац детаљи                | САД Фредерик Кресер Мајкл Глисон Франк Шел Џејмс Фланаган Чарлс Армстронг Хари Лот Џозеф Демпси Џон Ексли Луис Абел | 7:50,0  | Канада Артур Бејли Вилијам Рис Џорџ Рајфенстин Фил Бојд Џорџ Стренџ Вилијам Водсворт Доналд Макензи Џозеф Рајт Томас Лаудон | непознато | Није било више такмичара                          |           |

## Биланс медаља
| Ранг | Држава     | Злато | Сребро | Бронза | Укупно |
| 1    | САД        | 5     | 4      | 4      | 13     |
| 2    | Канада     | 0     | 1      | 0      | 1      |
|      | Укуоно (2) | 5     | 5      | 4      | 14     |